# Higher Than Heaven
Higher Than Heaven je páté studiové album zpěvačky Ellie Goulding vydané 7. dubna 2023. Jedná se o první album Ellie od alba Brightest Blue z roku 2020. Albu předcházely singly „Easy Lover“, „Let It Die“, „Like a Saviour“ a „By the End of the Night“. Ve standardní edici alba se nachází celkem 11 skladeb a v deluxe edici 16, kde je také obsažena píseň „All By Myself“ s Alokem a Sigalou.
Album bylo napsáno v reakci na pandemii covidu-19. Ellie uvedla, že na rozdíl od jejího předchozího a osobního alba Brightest Blue z roku 2020 je toto album jejím „nejméně osobním albem“ vůbec.

## Propagace, singly a tvorba alba
V červenci 2021 během rozhovoru s Joem Wicksem popsala nadcházející album jako „taneční desku. Je to elektronický pop, taneční věc z vesmíru“. V březnu 2022 na Twitteru uvedla, že dokončuje své nové album. Dne 19. června 2022 vystoupila na festivalu Rock in Rio v Lisabonu v Portugalsku. Po koncertě oznámila, že v červenci má v plánu vydat novou hudbu. Následující den si nastavila černé profilové fotky na všech svých sociálních sítích. Dne 4. července 2022 oznámila vydání písně Easy Lover s Big Seanem, která vyšla 15. července jako hlavní singl k albu. Po ní následovala 7. října další píseň All by Myself, na níž spolupracovala producenty Alokem a Sigalou. Píseň není zahrnuta na standardní edici alba, pouze na deluxe verzi. Druhý singl z alba Let It Die vydala spolu s videoklipem 19. října a ve stejný den oznámila, že její páté studiové album Higher Than Heaven vyjde 3. února 2023. V listopadu 2022 sdílela seznam skladeb alba spolu s úryvkem každé písně na svých sociálních sítích. 
Ačkoli datum vydání alba bylo původně oznámeno na 3. února 2023, Ellie 9. ledna 2023 oznámila, že datum vydání alba bylo posunuto na 24. března. Při oznámení posunutí vydání odhalila, že se v zákulisí objevily nějaké „vzrušující příležitosti“. Zároveň také potvrdila, že další singl se jmenuje Like A Saviour. Dne 12. ledna přidala na sociální sítě fotku ze studia s DJem Calvinem Harrisem, se kterým již v minulosti vydala písně I Need Your Love v roce 2013 a Outside v roce 2014.
Dne 1. února vyšla píseň Like A Saviour jako třetí singl.Dne 28. února oznámila druhé posunutí data vydání, a to na 7. dubna kvůli problémům se získáváním ekologicky šetrného materiálu pro výrobu alba.
Dne 10. března vyšla píseň Miracle, na níž opět spolupracovala s DJem Calvinem Harrisem a která debutovala na 3. místě britského žebříčku singlů. Ellie se díky umístění v žebříčku zapsala do historie jako britská sólová zpěvačka s nejvíce písněmi v žebříčku. S celkovým počtem 35 písní tak předčila Shirley Bassey. Píseň v den vydání alba nakonec dosáhla dokonce 1. místa žebříčku a jde o čtvrtou píseň Ellie, která dosáhla vrcholu žebříku.
Dne 31. března vydala písně Midnight Dreams, Cure for Love, Love Goes On a Higher Than Heaven na digitálních platformách ve spojení s jejím vystoupením v seriálu Amazon Freevee Monumental.
Dne 7. dubna, v den vydání alba, vydala videoklip k písni Better Man, kterou režíroval Tom Sandford.

## Seznam skladeb
| Pořadí | Název                     | Délka |
| ------ | ------------------------- | ----- |
| 1.     | Midnight Dreams           | 3:12  |
| 2.     | Cure for Love             | 2:57  |
| 3.     | By the End of the Night   | 3:08  |
| 4.     | Like a Saviour            | 3:40  |
| 5.     | Love Goes On              | 3:52  |
| 6.     | Easy Lover feat. Big Sean | 3:35  |
| 7.     | Higher Than Heaven        | 3:29  |
| 8.     | Let It Die                | 2:46  |
| 9.     | Waiting for It            | 3:19  |
| 10.    | Just for You              | 3:06  |
| 11.    | How Long                  | 3:38  |

Deluxe edice
| Pořadí | Název                             | Délka |
| ------ | --------------------------------- | ----- |
| 12.    | Temptation                        | 3:03  |
| 13.    | Intuition                         | 3:12  |
| 14.    | Tastes Like You                   | 3:12  |
| 15.    | Better Man                        | 2:52  |
| 16.    | All by Myself feat. Alok & Sigala | 2:52  |